# Вага (Тернопольская область)
Вага (укр. Вага) — село в Подгаецкой городской общине Тернопольского района Тернопольской области Украины.
До 2020 года входило в Подгаецкий район.
Население по переписи 2001 года составляло 210 человек. Занимает площадь 2,630 км². Почтовый индекс — 48005. Телефонный код — 3542.